# Ауре, Мюриэль
Мюриэль Ауре (фр. Murielle Ahouré, род. 23 августа 1987 года) — ивуарийская бегунья на короткие дистанции, двукратная вице-чемпионка мира 2013 года: на дистанции 100 метров (первая в истории медаль ивуарийцев на чемпионатах мира) и 200 метров. Серебряная призёрка чемпионата мира в помещении 2012 года в беге на 60 метров. Победительница Бислеттских игр 2012 года на дистанции 200 метров с личным рекордом — 22,42. На Олимпийских играх 2012 года заняла 7-е место в беге на 100 метров и 6-е место в беге на 200 метров.
В настоящее время владеет рекордами Африки в беге на 100 метров — 10,78, на 60 метров в помещении — 6,99 и на 200 метров в помещении — 22,80. Обладательница национального рекорда на дистанции 200 метров.
Победительница соревнований PSD Bank Meeting 2013 года в беге на 60 метров.
16 февраля 2013 года стала победительницей соревнований Aviva Indoor Grand Prix на дистанции 60 метров с результатом 6,99 — это рекорд Африки и национальный рекорд. 8 июля 2013 года стала победительницей Meeting international d'athlétisme de Sotteville-lès-Rouen на дистанции 100 метров с национальным рекордом — 10,91. В 2013 году на чемпионате мира в Москве завоевала серебро на дистанциях 100 и 200 м с результатами 10,93 с и 22,32 с соответственно. 2 марта 2018 года на чемпионате мира в помещении в Бирмингеме выиграла забег на дистанции 60 м установив новый рекорд Африки — 6,97.